# Amelung von Varendorff
Amelung von Varendorff (Kiel, 1913. december 20. – Atlanti-óceán, 1942. július 31.) német tengeralattjáró-kapitány volt a második világháborúban. 

## Pályafutása
Egyetlen hajót sem sikerült elsüllyesztenie, de másodtisztkén szolgált az U–47-en, és részt vett az HMS Royal Oak elsüllyesztésében. 1941. augusztus 30-án nevezték ki az U–213 parancsnokának, amellyel háromszor indult őrjáratra. Tengeralattjáróját 1942. július 31-én, az Azori-szigetektől délkeletre felfedezte az HMS Erne, az HMS Rochester és az HMS Sandwich brit naszád. A mélységi bombák elpusztították az U–213-at és ötvenfős legénységét.

## Összegzés
| Hajója | Parancsnoki szolgálata                 | Őrjáratok száma | Őrjáratok hossza (nap) | Eltalált hajók száma | Eltalált hajók vízkiszorítása (brt) |
| ------ | -------------------------------------- | --------------- | ---------------------- | -------------------- | ----------------------------------- |
| U–213  | 1941. augusztus 30. – 1942. július 31. | 3               | 120                    | 0                    | 0                                   |